# Ty Olsson

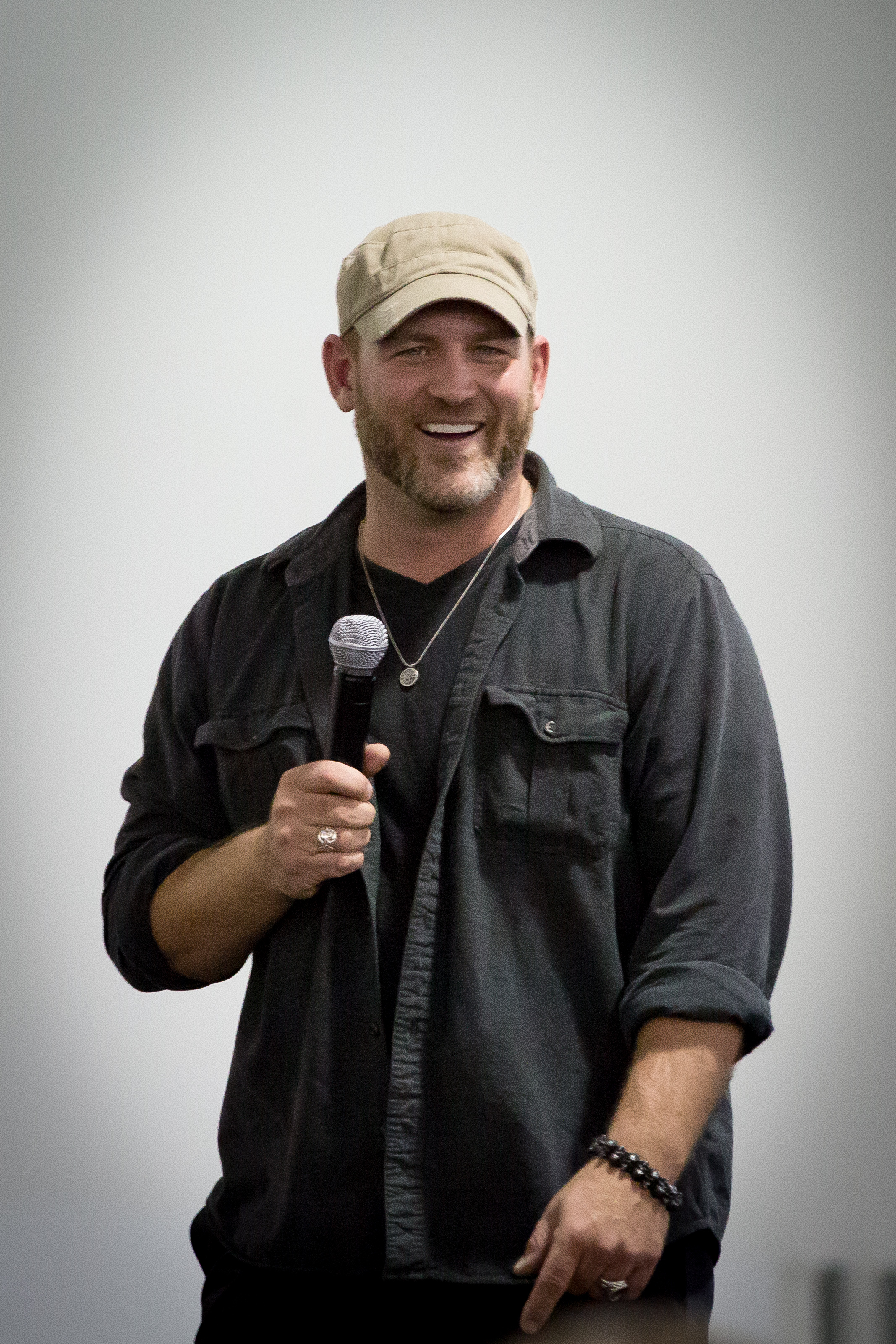
Ty Olsson (2013)

Tyler „Ty“ Victor Olsson (* 28. Januar 1974 in Halifax, Nova Scotia) ist ein kanadischer Schauspieler.

## Leben
Ty Olsson wurde im kanadischen Halifax geboren, wuchs aber in Ottawa auf. Seinen ersten Filmauftritt hatte Olsson 1999 in der Horrorkomödie Lake Placid. Er spielte seitdem hauptsächlich Nebenrollen, zum Beispiel in X-Men 2, Dreamcatcher, Riddick: Chroniken eines Kriegers, Planet der Affen: Prevolution und in Breaking Dawn – Biss zum Ende der Nacht, Teil 1 und Teil 2.
2006 spielte er den Passagier Mark Bingham (1970–2001) in Flight 93 – Todesflug am 11. September, einem Fernsehfilm über die Entführung des United-Airlines-Fluges 93. In der Mysteryserie Supernatural übernahm er die Rolle des Vampirs Benny Lafitte.
2017 gewann Olsson den Leo Award in der Kategorie Best Supporting Performance by a Male in a Television Movie für seine Rolle in A Surrogates Nightmare.
Olsson war bis 2012 mit der Schauspielerin Leanna Nash verheiratet, mit der er zwei gemeinsame Töchter hat.
Olsson war von 2019 bis 2021 mit der Krankenschwester Katie Nicole Olsson verheiratet.
Er ist seit 2024 mit DJ Qualls verlobt.

## Filmografie (Auswahl)
- 1998–1999: The Crow – Die Serie (The Crow: Stairway to Heaven, Fernsehserie, 5 Folgen)
- 1999: Lake Placid
- 1999–2005: Dragon Tales (Fernsehserie, 94 Folgen)
- 1999, 2005: Stargate – Kommando SG-1 (Stargate SG-1, Fernsehserie, 2 Folgen)
- 2000, 2002: Dark Angel (Fernsehserie, 2 Folgen)
- 2001: Schrei wenn Du kannst (Valentine)
- 2001: Ignition – Tödliche Zündung (Ignition)
- 2001: Black River
- 2001–2005: Andromeda (Fernsehserie, 3 Folgen)
- 2003: Dreamcatcher
- 2003: Willard
- 2003: Agent Cody Banks
- 2003: X-Men 2 (X2)
- 2004: Miracle – Das Wunder von Lake Placid (The Miracle)
- 2004: Walking Tall – Auf eigene Faust (Walking Tall)
- 2004: Riddick: Chroniken eines Kriegers (The Chronicles of Riddick)
- 2004: Transformer: Superlink (トランスフォーマー スーパーリンク, Stimme)
- 2005: Elektra
- 2005: Chaos
- 2005: Wild X-Mas (Just Friends)
- 2005: Hier ist Ian (Being Ian, Stimme)
- 2005–2009: Battlestar Galactica (Fernsehserie, 8 Folgen)
- 2006: Die Chaoscamper (RV)
- 2006: Firewall
- 2006: Gefallene Engel (Fallen: The Beginning)
- 2006: Blendende Weihnachten (Deck the Halls)
- 2006: Flight 93 – Todesflug am 11. September (Flight 93, Fernsehfilm)
- 2006–2008: Men in Trees (Fernsehserie, 16 Folgen)
- 2006, 2012–2015: Supernatural (Fernsehserie, 9 Folgen)
- 2007: Aliens vs. Predator 2 (Aliens vs. Predator: Requiem)
- 2007: Married Life
- 2007: Christmas Caper (Fernsehfilm)
- 2007–2008: Flash Gordon (Fernsehserie, 3 Folgen)
- 2008: Der Tag, an dem die Erde stillstand (The Day the Earth Stood Still)
- 2008: Gefallene Engel 3 (Fallen 3: The Destiny)
- 2009: 2012
- 2009: Defying Gravity – Liebe im Weltall (Defying Gravity, Fernsehserie, 12 Folgen)
- 2009: Smallville (Fernsehserie, Folge 8x12)
- 2009: Psych (Fernsehserie, Folge 3x12)
- 2009–2010: Eureka – Die geheime Stadt (Eureka, Fernsehserie, 2 Folgen)
- 2010: V – Die Besucher (V, Fernsehserie, 2 Folgen)
- 2010–2011: Shattered (Fernsehserie, 10 Folgen)
- 2011: Ice Road Terror (Fernsehfilm)
- 2011: Planet der Affen: Prevolution (Rise of the Planet of the Apes)
- 2011: Breaking Dawn – Biss zum Ende der Nacht, Teil 1 (The Twilight Saga: Breaking Dawn – Part 1)
- 2011: Heartland – Paradies für Pferde (Heartland, Fernsehserie, Folge 5x04)
- 2011: Behemoth – Monster aus der Tiefe (Behemoth)
- 2012: Halo 4: Forward Unto Dawn
- 2012: Hell on Wheels (Fernsehserie, 2 Folgen)
- 2012: Falling Skies (Fernsehserie, 2 Folgen)
- 2012: Arrow (Fernsehserie, Folge 1x02)
- 2012: Breaking Dawn – Biss zum Ende der Nacht, Teil 2 (The Twilight Saga: Breaking Dawn – Part 2)
- 2012: Once Upon a Time – Es war einmal … (Once Upon a Time, Fernsehserie, Folge 1x08)
- 2012: Flashpoint – Das Spezialkommando (Flashpoint, Fernsehserie, Folge 5x01)
- 2013: Played (Fernsehserie, Folge 1x09)
- 2013–2014: Paket von X (Packages From Planet X, Fernsehserie, 29 Folgen, Stimme)
- 2014: Godzilla
- 2014: The Tomorrow People (Fernsehserie, Folge 1x10)
- 2014: Cut Bank – Kleine Morde unter Nachbarn (Cut Bank)
- 2014–2015: Continuum (Fernsehserie, 4 Folgen)
- 2014–2016: Nerds and Monsters (Fernsehserie, 40 Folgen, Stimme)
- 2014–2017: The 100 (Fernsehserie, 10 Folgen)
- 2015: Der Sturm – Life on the Line (Life on the Line)
- 2015: iZombie (Fernsehserie, Folge 1x01)
- 2015: UnREAL (Fernsehserie, 2 Folgen)
- 2015–2016: Motive (Fernsehserie, 2 Folgen)
- 2016: Dirk Gentlys holistische Detektei (Dirk Gently’s Holistic Detective Agency, Fernsehserie, 2 Folgen)
- 2017: Planet der Affen: Survival (War for the Planet of the Apes)
- 2017: Slasher (Fernsehserie, 6 Folgen)
- 2017: A Surrogate’s Nightmare
- 2017: S.W.A.T.: Under Siege
- 2018: Navy CIS (NCIS, Fernsehserie, Folge 15x08)
- 2019: Black Summer (Fernsehserie, 1 Folge)
- 2020: Big Sky (Fernsehserie, 1 Folge)
- 2023: Thanksgiving
- 2024: Billy the Kid (Fernsehserie, 3 Folgen)